# Robert Reitzel

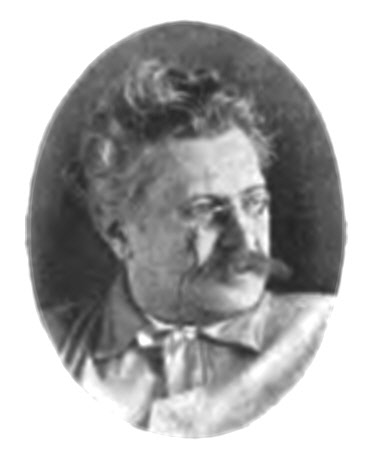
Robert Reitzel

Robert Reitzel (* 27. Januar 1849 in Weitenau; † 31. März 1898 in Detroit) war deutscher Schriftsteller, Journalist und von 1884 bis zu seinem Tod 1898 Herausgeber der Zeitschrift Der arme Teufel. Reitzel wirkte hauptsächlich in Nordamerika.

## Leben und Werk
Robert Reitzel wuchs im südbadischen Weitenau (heute Ortsteil von Steinen) auf. Während sein Vater, der Volksschullehrer und Mundartdichter Reinhard Reitzel (1812–1889), „kein Fortschrittsmann“ war, stand seine Mutter, eine gebildete Frau, engagiert auf Seiten der Revolutionäre von 1848. Sie war es, die den Sohn nach Robert Blum, dem Ende 1848 in Wien standrechtlich erschossenen Helden der gescheiterten Revolution, benannte. Reitzel besuchte erst das Mannheimer Lyzeum, dann das Karlsruher Gymnasium, scheint sich aber schwer in die Disziplin dieser Anstalten gefügt zu haben, so dass er 1869, zwei Monate vor dem Abitur, aus nichtigem Anlass relegiert wurde. Sein Vater war darüber sehr betrübt: „Das Traurigste ist nicht das, dass er nichts geworden ist, sondern dass er nichts werden will.“ Ein nachgeholtes Abitur und ein abgebrochenes Theologiestudium, von denen in Berichten über Reitzel oft die Rede ist, ließen sich bisher nicht belegen. Vielmehr beschloss Reitzel bald, nach Amerika auszuwandern. Bereits im Juli 1870 traf er in New York ein.
In Amerika schlug Reitzel sich zunächst als Tramp und Wanderarbeiter durch, bis er Anfang 1871 zum Prediger einer sezessionistischen Glaubensgemeinde avancieren konnte. Seine Erfahrungen mit den Gläubigen, ebenso seine Auseinandersetzung mit den Glaubenslehren, über die er predigte, machten ihn jedoch bald zu einem entschiedenen Feind der Kirchen. Obwohl er seit 1872 eine Familie zu ernähren hatte, strebte er deshalb danach, seinen einkömmlichen Posten zu verlassen. Weil er bei seiner Predigertätigkeit ein enormes rhetorisches Talent entdeckt bzw. entwickelt hatte, war er bald ein gefragter Redner, der im ganzen Land bei den zahlreichen deutschen Arbeiter- und Bürgervereinen – in denen viele Forty-Eighters die revolutionären und liberalen Ideale der niedergeschlagenen Revolution noch hoch hielten – ein Tätigkeitsfeld fand, das ihm auch ein Auskommen sicherte. Themen, über die er immer wieder sprach, waren, neben Religionskritik und Antiklerikalismus, Fragen der Gesellschaftskritik: sozialistische und anarchistische Wege zur Überwindung des kapitalistischen Elends. Über diese Themen veröffentlichte er unter anderem in der Zeitschrift Der Sozialist.
In den Jahren als Redner vor freisinnigen Versammlungen entstand bei Reitzel der Plan einer eigenen Zeitung. Einen Namen hatte er schon lange, bevor er in der Lage war, die Zeitung zu gründen: Der arme Teufel. Dies sei „der richtige Name für eine Publikation, welche die Welt im Sinne eines unverfälschten Menschen auffasst.“ Reitzel konnte seinen Plan erst 1884 mit Hilfe eines mäzenatischen Gesinnungsfreundes verwirklichen, und es gelang ihm, die Zeitung zum „weitestverbreiteten deutschsprachigen Literatur-Journal, das jemals in Amerika erschien“, zu entwickeln. Sie erschien als Wochenblatt durchgehend bis zu Reitzels Tod und wurde von Freunden noch einige Jahre weitergeführt: sechzehn Jahrgänge mit insgesamt 822 Ausgaben. Max Nettlau, der „Polyhistor des Anarchismus“, urteilte über Reitzel als dem Hauptautor seiner Zeitung: „Er wendete sich allem Schönen und frei Gedachten in der deutschen und internationalen Literatur zu und gelangte in einigen Jahren zu einem undogmatischen Anarchismus. … Der Arme Teufel ist eine Schatzgrube ernst und liebenswürdig freiheitlichen und rebellischen Fühlens und Denkens und schneidendster Sozialkritik und Zerzausung der Autorität in all ihren offenen und verhüllten Formen.“ Reitzel selbst sah sich – im Programm seiner Zeitung – in freundschaftlich-ironischer Distanz zu anarchistischen Zeitgenossen: „Ich überlasse es meinen Freunden Tucker und Most, auszufechten, wer den wahren Anarchismus vertritt, … ich bin nur ein armer Teufel, der sich über die Gesellschaft der Zukunft gar keine Gedanken macht, der jeden Zwang, jedes Unrecht bekämpft, jeder Wahrheit zujubelt, und wäre sie noch so schmerzlich, … und es so weit fertig gebracht hat, trotz Staat, Kirche und der ehrbaren öffentlichen Meinung unabhängig zu leben.“

## Schriften
- Der Arme Teufel. Wochenschrift, Detroit 1884–1900 digitalisiert von Google
- Das Reitzel-Buch. Einem Vielgeliebten zum Gedächtnis Detroit 1900 im Internet Archive
- Ausgewählte Schriften. Erste Folge: Abenteuer eines Grünen. Chicago 1902 im Internet Archive
- Des Armen Teufels gesammelte Schriften in drei Bänden. Hrsg. v. Reitzel-Club, Detroit 1913 (ca. 1500 S.)
- „Ich will nur auf einem Ohre schlafen, damit ich keinen Weckruf zur Freiheit verpasse…“ Textauswahl, hrsg. von Manfred Bosch. Karin Kramer Verlag, Berlin 2004, ISBN 3-87956-292-X.